# Lijst van voetbalinterlands Oeganda - Zimbabwe
Deze lijst van voetbalinterlands is een overzicht van alle officiële voetbalwedstrijden tussen de nationale teams van Oeganda en Zimbabwe. De landen hebben tot op heden zestien keer tegen elkaar gespeeld. De eerste ontmoeting, een wedstrijd tijdens de CECAFA Cup 1981, vond plaats op 21 november 1981 in Dar es Salaam (Tanzania). Het laatste duel, een groepswedstrijd tijdens de Afrika Cup 2019, werd gespeeld in Caïro (Egypte) op 26 juni 2019.

## Wedstrijden
| №  | Plaats        | Datum            | Competitie                           | Wedstrijd          | Uitslag |
| -- | ------------- | ---------------- | ------------------------------------ | ------------------ | ------- |
| 1  | Dar es Salaam | 21 november 1981 | CECAFA Cup 1981                      | Oeganda − Zimbabwe | 0 − 0   |
| 2  | Bulawayo      | 6 juni 1982      | Vriendschappelijk                    | Zimbabwe − Oeganda | 2 − 1   |
| 3  | Harare        | 13 juni 1982     | Vriendschappelijk                    | Zimbabwe − Oeganda | 1 − 1   |
| 4  | Kampala       | 20 november 1982 | CECAFA Cup 1982                      | Oeganda − Zimbabwe | 1 − 1   |
| 5  | Mombassa      | 23 november 1983 | CECAFA Cup 1983                      | Zimbabwe − Oeganda | 1 − 0   |
| 6  | Harare        | 22 juli 1984     | Vriendschappelijk                    | Zimbabwe − Oeganda | 1 − 0   |
| 7  | Kampala       | 4 december 1984  | CECAFA Cup 1984                      | Oeganda − Zimbabwe | 4 − 1   |
| 8  | Addis Abeba   | 16 december 1987 | CECAFA Cup 1987                      | Oeganda − Zimbabwe | 0 − 0   |
| 9  | Blantyre      | 8 november 1988  | CECAFA Cup 1988                      | Zimbabwe − Oeganda | 0 − 0   |
| 10 | Nairobi       | 6 december 1989  | CECAFA Cup 1989                      | Oeganda − Zimbabwe | 1 − 1   |
| 11 | Harare        | 22 augustus 2004 | Vriendschappelijk                    | Zimbabwe − Oeganda | 2 − 0   |
| 12 | Dar es Salaam | 6 december 2011  | CECAFA Cup 2011                      | Zimbabwe − Oeganda | 0 − 1   |
| 13 | Kaapstad      | 16 januari 2014  | African Championship of Nations 2014 | Zimbabwe − Oeganda | 0 − 0   |
| 14 | Gisenyi       | 27 januari 2016  | African Championship of Nations 2016 | Oeganda − Zimbabwe | 1 − 1   |
| 15 | Harare        | 31 mei 2016      | Vriendschappelijk                    | Zimbabwe − Oeganda | 2 − 0   |
| 16 | Caïro         | 26 juni 2019     | Afrika Cup 2019                      | Oeganda − Zimbabwe | 1 − 1   |

## Samenvatting
| Competitie                      | Totaal gespeeld | Winst Oeganda | Gelijk | Winst Zimbabwe | Doelsaldo Oeganda – Zimbabwe |
| ------------------------------- | --------------- | ------------- | ------ | -------------- | ---------------------------- |
| Afrika Cup                      | 1               | 0             | 1      | 0              | 1 − 1                        |
| African Championship of Nations | 2               | 0             | 2      | 0              | 1 − 1                        |
| CECAFA Cup                      | 8               | 2             | 5      | 1              | 7 − 4                        |
| Vriendschappelijk               | 5               | 0             | 1      | 4              | 2 − 8                        |
| Totaal                          | 16              | 2             | 9      | 5              | 11 − 14                      |

FUFA · 
A-internationals · 
Oegandees vrouwenelftal
Algerije ·
Angola ·
Bahrein ·
Benin ·
Botswana ·
Burkina Faso ·
Burundi ·
Centraal-Afrikaanse Republiek ·
Comoren ·
Congo-Brazzaville ·
Congo-Kinshasa ·
Djibouti ·
Ecuador ·
Egypte ·
Eritrea ·
Ethiopië ·
Gabon ·
Gambia ·
Ghana ·
Guinee ·
Guinee-Bissau ·
IJsland ·
Irak ·
Iran ·
Ivoorkust ·
Jemen ·
Kaapverdië ·
Kameroen ·
Kenia ·
Koeweit ·
Lesotho ·
Libanon ·
Liberia ·
Libië ·
Madagaskar ·
Malawi ·
Mali ·
Marokko ·
Mauritanië ·
Mauritius ·
Moldavië ·
Mozambique ·
Namibië ·
Niger ·
Nigeria ·
Oezbekistan ·
Rwanda ·
Saoedi-Arabië ·
Sao Tomé en Principe ·
Senegal ·
Seychellen ·
Slowakije · 
Soedan ·
Somalië ·
Tadzjikistan ·
Tanzania ·
Togo ·
Tsjaad ·
Tunesië ·
Turkmenistan ·
Zambia ·
Zimbabwe ·
Zuid-Afrika ·
Zuid-Soedan
ZFA ·
Bondscoaches ·
Selecties · 
Topscorers · 
Zimbabwaans vrouwenelftal
1980 – 1989 · 
1990 – 1999 · 
2000 – 2009 · 
2010 – 2019 ·
2020 − 2029
1980 · 
1981 · 
1982 · 
1983 · 
1984 · 
1985 · 
1986 · 
1987 · 
1988 · 
1989 · 
1990 · 
1991 · 
1992 · 
1993 · 
1994 · 
1995 · 
1996 · 
1997 · 
1998 · 
1999 · 
2000 · 
2001 · 
2002 · 
2003 · 
2004 · 
2005 · 
2006 · 
2007 · 
2008 · 
2009 · 
2010 · 
2011 · 
2012 · 
2013 · 
2014 ·
2015 ·
2016 ·
2017 ·
2018 · 
2019 ·
2020 ·
2021 ·
2022 ·
2023
Algerije ·
Angola ·
Australië ·
Bahrein ·
Benin ·
Bosnië en Herzegovina · 
Botswana ·
Brazilië · 
Burkina Faso ·
Burundi ·
Centraal-Afrikaanse Republiek ·
China ·
Comoren ·
Congo-Brazzaville ·
Congo-Kinshasa ·
Djibouti ·
Egypte ·
Eritrea ·
Ethiopië ·
Gabon ·
Ghana ·
Guinee ·
Indonesië ·
Ivoorkust ·
Jordanië ·
Kaapverdië ·
Kameroen ·
Kenia ·
Koeweit ·
Lesotho ·
Liberia ·
Libië ·
Madagaskar ·
Malawi ·
Mali ·
Marokko ·
Mauritanië ·
Mauritius ·
Mozambique ·
Namibië ·
Nigeria ·
Oeganda ·
Oman ·
Rwanda ·
Qatar ·
Saoedi-Arabië ·
Senegal ·
Seychellen ·
Soedan ·
Somalië ·
Swaziland ·
Tanzania ·
Togo ·
Tunesië ·
Vietnam ·
Zaïre ·
Zambia ·
Zuid-Afrika · 
Zwitserland